# Mosze Bernstein
Mosze Bernstein (hebr. משה ברנשטיין) (ur. 15 sierpnia 1920 w Berezie, zm. 8 grudnia 2006 w Tel Awiwie) – izraelski malarz, poeta i ilustrator pochodzący z Polski.

## Życiorys
W 1935 rozpoczął studia artystyczne w Akademii Sztuk Pięknych w Wilnie, gdzie uczył się do 1939. W czasie II wojny światowej przebywał w Związku Radzieckim, cała jego rodzina pozostała w okupowanej Polsce zginęła. W 1947 wyemigrował do Palestyny podczas nielegalnej Alija Bet. Po dotarciu do Hajfy został aresztowany przez służby brytyjskie i skierowany do obozu internowania na Cyprze, gdzie poznał Naftalego Bezema, który przyjechał odwiedzić nielegalnych emigrantów osadzonych w obozie. W wydanym później albumie z pracami Bezema, który zawierał też prace emigrantów, umieszczono reprodukcję pracy Bernsteina stworzoną w linoleum. W 1949 po wygaśnięciu mandatu brytyjskiego obóz zlikwidowano i razem z innymi uwolnionymi Mosze Bernstein wyemigrował do Izraela, zamieszkał w Tel Awiwie. Szybko stał się wybitną postacią miejscowej bohemy, był niski i miał długie, siwe włosy. Jego prace często prezentowano na ścianach Kawiarni Kassit, która była słynnym miejscem spotkań artystów w Tel Awiwie. W 1964 ożenił się z pochodzącą z kibucu En Charod Me’uchad Ilaną-Leną Ovshani, mieli dwie córki, Hasyę, nazwaną od imienia jego matki oraz Rebekę, która otrzymała imię jego siostry. Zmarł w 2006 roku w Tel Awiwie, został pochowany na cmentarzu w kibucu En Charod Me’uchad.

## Twórczość
Mosze Bernstein podczas studiów wypracował swój własny styl, tworzył klimatyczne wizerunki małych żydowskich miasteczek z Europy Wschodniej, razem z charakterystycznymi sylwetkami tamtejszych Żydów. Po przybyciu do Izraela kontynuował tworzenie obrazów o tej tematyce, w związku z czym ciężko było mu znaleźć miejsce wśród artystów młodego państwa. Nie uległ presji nowoczesnej sztuki, a jego twórczość znalazła grupę odbiorców. Od końca lat 40. do lat 70. regularnie uczestniczył w wystawach zbiorowych zdobywając uznanie, jego prace wystawiano m.in. w Muzeum Tel Awiwu i w tamtejszym Domu Artysty. W 1967 zaprezentował prace na wystawie indywidualnej w Muzeum w Hajfie, a w 1973 w Muzeum Sztuki En Charod w En Charod Me’uchad. Prace Bernsteina były wystawiane w prywatnych i publicznych galeriach i muzeach w Izraelu m.in. w Katz Art Gallery i Chamrinsky Gallery oraz zagranicą m.in. w Hadze, Amsterdamie, Paryżu i Pradze. Mosze Bernstein ilustrował także tomiki poetyckie wydawane w języku jidysz oraz książkę „Miasto żydowskie” Izraela Chaima Bileckiego w 1986. W 1998 Bernstein zaprezentował wystawę malarstwa żydowskiego miasta w Parmie we Włoszech. W 1999 roku Massuah Institute for the Study of the Holocaust przyznał mu nagrodę za „dokumentację zaginionego świata”. W święto Purim w 2002 izraelska Służba Filatelistyczna wydała znaczek na cześć języka jidysz, autorem projektu byli Moshe Bernstein i Zvika Roitman.